# Luigi Chiatti
Luigi Chiatti (ur. 27 lutego 1968 w Narni) – włoski zabójca zwany Potworem z Foligno. Zamordował dwoje dzieci. Policja nie wyklucza, że ofiar mogło być więcej.
Luigi urodził się jako Antonio Rossi i był synem 24-letniej kelnerki i samotnej matki – Marii Rossi. Niedługo po narodzinach, kobieta oddała syna do sierocińca w Narni. Gdy miał sześć lat został adoptowany przez Ermanno Chiatti i Giacomę Ponti – zamożną rodzinę z Foligno.
Został aresztowany 8 sierpnia 1993 roku, za brutalne zabójstwo 13-letniego Lorenzo Paolucciego.
W areszcie przyznał się też do zamordowania 4-letniego Simone Allegretti dnia 4 października 1992 roku. Po tym przyznaniu się do winy media nazwały go Potworem z Foligno.
Został skazany na 30 lat pozbawienia wolności. Wyrok odsiaduje w więzieniu o podwyższonym bezpieczeństwie w Spoleto.

## Ofiary
| Lp. | Ofiara            | Wiek | Data                |
| --- | ----------------- | ---- | ------------------- |
| 1.  | Simone Allegretti | 4    | 4 października 1992 |
| 2.  | Lorenzo Paolucci  | 13   | 7 sierpnia 1993     |